# لويزا لين درو
لويزا لين درو (بالإنجليزية: Louisa Lane Drew)‏ (10 يناير 1820 - 31 أغسطس 1897) ممثلة مسرحية أمريكية من أصول إنجليزية.

## الوفاة
توفيت في 31 أغسطس 1897 عن عمر يناهز 77 عامًا ودُفن جسدها في البداية في مقبرة جلينوود. وتم نقلها بعد ذلك إلى مقبرة ماونت فيرنون.

## روابط خارجية
- لويزا لين درو على موقع الموسوعة البريطانية (الإنجليزية)
- لويزا لين درو على موقع قاعدة بيانات برودواي على الإنترنت (الإنجليزية)
- لويزا لين درو على موقع قاعدة بيانات برودواي على الإنترنت (الإنجليزية)